# ديبورا بيركس
 ديبورا ليا بيركس (من مواليد 4 أبريل 1956) هي طبيبة ودبلوماسية أمريكية تعمل كمنسقة استجابة لقوة عمل البيت الأبيض لفيروس كورونا اعتبارًا من مارس 2020.
وقد شغلت ديبورا منصب السفير المتجول ومنسق الولايات المتحدة العالمي للإيدز منذ عام 2014، ومسؤولة عن خطة الرئيس الطارئة للإغاثة من الإيدز برنامج (بيبفار) في 65   البلدان التي تدعم برامج العلاج والوقاية من فيروس نقص المناعة البشرية / الإيدز .

## النشأة والتعليم
ولدت ديبورا بيركس في بنسلفانيا وهي ابنة دونالد بيركس، عالم الرياضيات والمهندس الكهربائي، وأديل سباركس بيركس، مدرب تمريض.
التحقت بمدرسة لامبيتر ستراسبورغ الثانوية وتخرجت من مدرسة كارلايل الثانوية في بنسلفانيا في أوائل السبعينيات.
تخصصت في الكيمياء في كلية هوتون عام 1976 ثم حصلت على شهادتها الطبية من كلية هيرشي للطب في جامعة ولاية بنسلفانيا . في عام 1980 ، بدأت في الطب الباطني والمناعة الأساسية والسريرية في مركز والتر ريد الطبي الطبي والمعاهد الوطنية للصحة .

## مسار وظيفي
عملت بيركس كطبيبة في جيش الولايات المتحدة ، وترقت إلى رتبة عقيد  قبل تقاعدها من الخدمة العسكرية. بدأت حياتها المهنية مع وزارة الدفاع الأمريكية كطبيبة في علم المناعة ، مع التركيز على أبحاث لقاح فيروس نقص المناعة البشرية / الإيدز . ثم خدمت في قسم الحساسية والمناعة السريرية في مركز والتر ريد الطبي العسكري من عام 1985 إلى عام 1989 ، حيث قامت بتأليف مقال عن التنظيم المعيب لعدوى فيروس إبشتاين-بار في المرضى المصابين بفيروس نقص المناعة البشرية / الإيدز والاضطرابات ذات الصلة التي نشرتها مجلة نيو إنجلاند الطب نشرت في عام 1986 وأن روبرت رفيلد من معهد والتر ريد للأبحاث العسكرية (حاليًا مدير مراكز السيطرة على الأمراض والوقاية منها ) شارك في تأليفها. في عام 1996 ، أصبحت مديرة برنامج أبحاث فيروس نقص المناعة البشرية العسكري للولايات المتحدة في معهد والتر ريد للأبحاث العسكرية، وهو الدور الذي لعبته حتى عام 2005.
من عام 2005 إلى عام 2014 ، عملت ديبورا بيركس كمدير لقسم CDC الخاص بفيروس نقص المناعة البشرية / الإيدز (DGHA) ، وهو جزء من مركز الوكالة للصحة العالمية.
تم ترشيح بيركس من قبل الرئيس باراك أوباما كمنسق عالمي للإيدز في الولايات المتحدة وأكده مجلس الشيوخ ؛ أدت اليمين الدستورية في 4 أبريل 2014. ووصفت دورها كسفيرة للمساعدة في تحقيق أهداف الوقاية والعلاج من فيروس نقص المناعة البشرية التي حددها أوباما في عام 2015 لإنهاء وباء الإيدز بحلول عام 2030.

## نشاطات أخرى
تعمل ديبورا بيركس كعضو في مجلس الصندوق العالمي لمكافحة الإيدز والسل والملاريا حتى مارس 2020.

## الجوائز والأوسمة المختارة
حصلت Birx على:
- ميداليتين أمريكيتين للخدمة الجدارة [7]
- جائزة Legion of Merit Award لأبحاثها وقيادتها وإدارتها خلال فترة عملها في وزارة الدفاع

## روابط خارجية
- ديبورا بيركس على موقع IMDb (الإنجليزية)
- ديبورا بيركس على موقع قاعدة بيانات الفيلم (الإنجليزية)
- Birx مرات الظهور على سي-سبان

| المناصب الدبلوماسية | المناصب الدبلوماسية                   | المناصب الدبلوماسية |
| ------------------- | ------------------------------------- | ------------------- |
| سبقه                | United States Global AIDS Coordinator | الحالي              |